# Номерні знаки Угорщини
Автомобі́льні номерні́ знаки Уго́рщини — номерні знаки, що використовуються для реєстрації транспортних засобів на території Угорщини. Зазвичай мають три літери і три цифри на білому тлі.

## Історія
Номерні знаки, випущені в 1958–1990 роках, мали формат AA.12.34. На номерних знаках 1990–2004 зліва зображений прапор Угорщини, а під ним чорна латинська літера «H». У 1990 році почали застосовувати нову систему нумерації з трьох літер і трьох цифр, починаючи з AAA-001. З 2004 року, коли Угорщина приєдналась до Європейського союзу, зліва почали зображувати синю європейську стрічку з 12 жовтими зірками вгорі та білою латинською літерою «H» унизу. Синю європейську стрічку почали зображувати, починаючи з JDA-001. Нині є чинними обидва види номерних знаків, виготовлених після 1990.

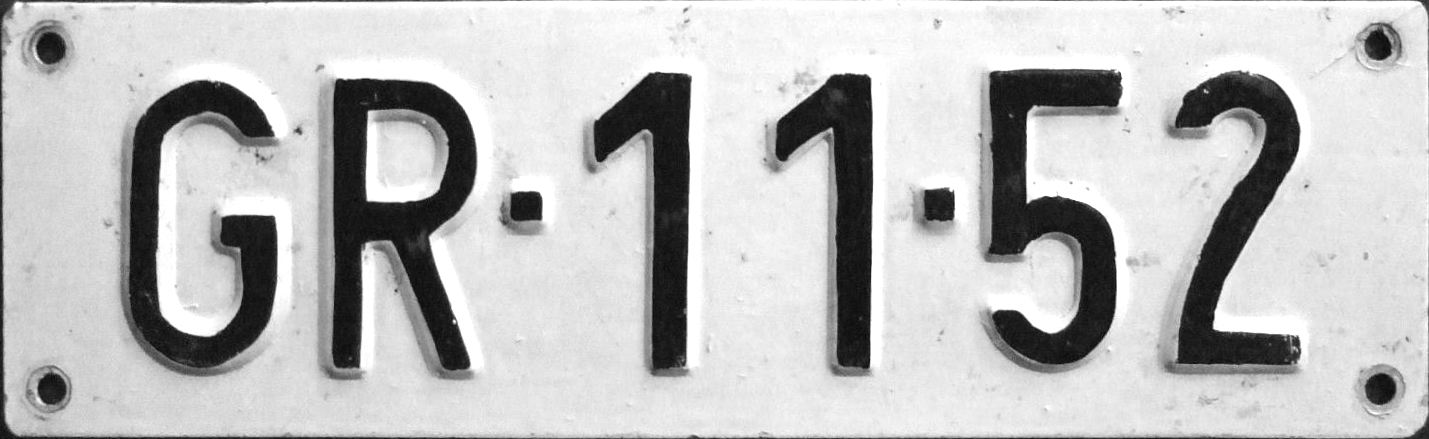
Номерні знаки 1958-1990
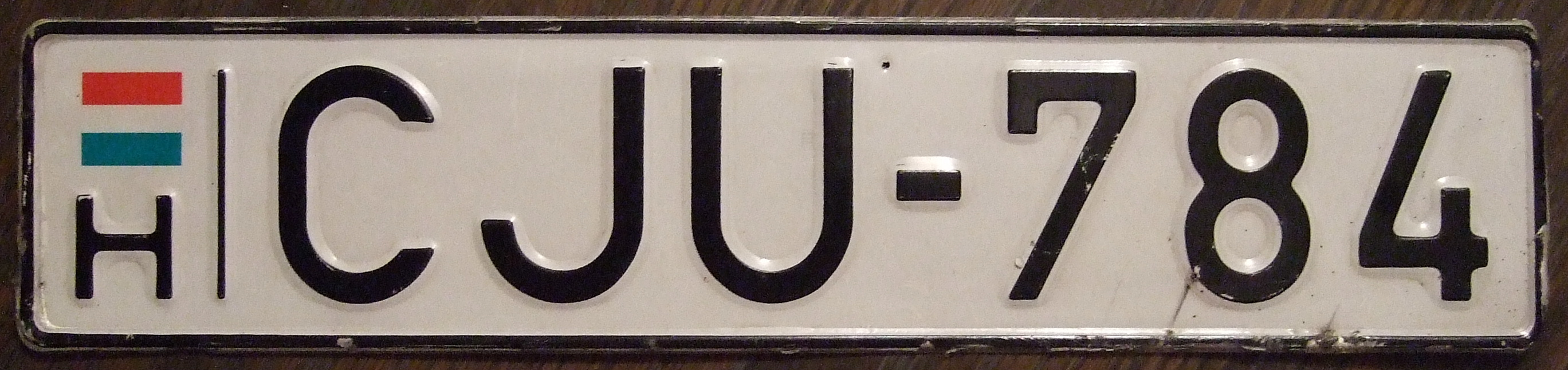
Номерні знаки 1990-2004

## Структура реєстраційних знаків
Номерні знаки не прив'язані до якогось певного регіону, як у багатьох інших країнах, а видаються по черзі по всій країні. Станом на 2015 рік видаються номерні знаки з першою літерою «M». Мотоциклам видаються знаки з першою літерою «U», вантажівкам «F», причепам «F» та «X». На відміну від багатьох європейський країн, в Угорщині не потрібно реєструвати мопеди й вони не потребують номерного знака. Необхідно мати лише документи на право власності мопеда.
Дипломатичні номерні знаки мають синє тло з літерами «DT» й чотиризначним кодом.

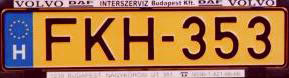
Номерний знак для вантажівки
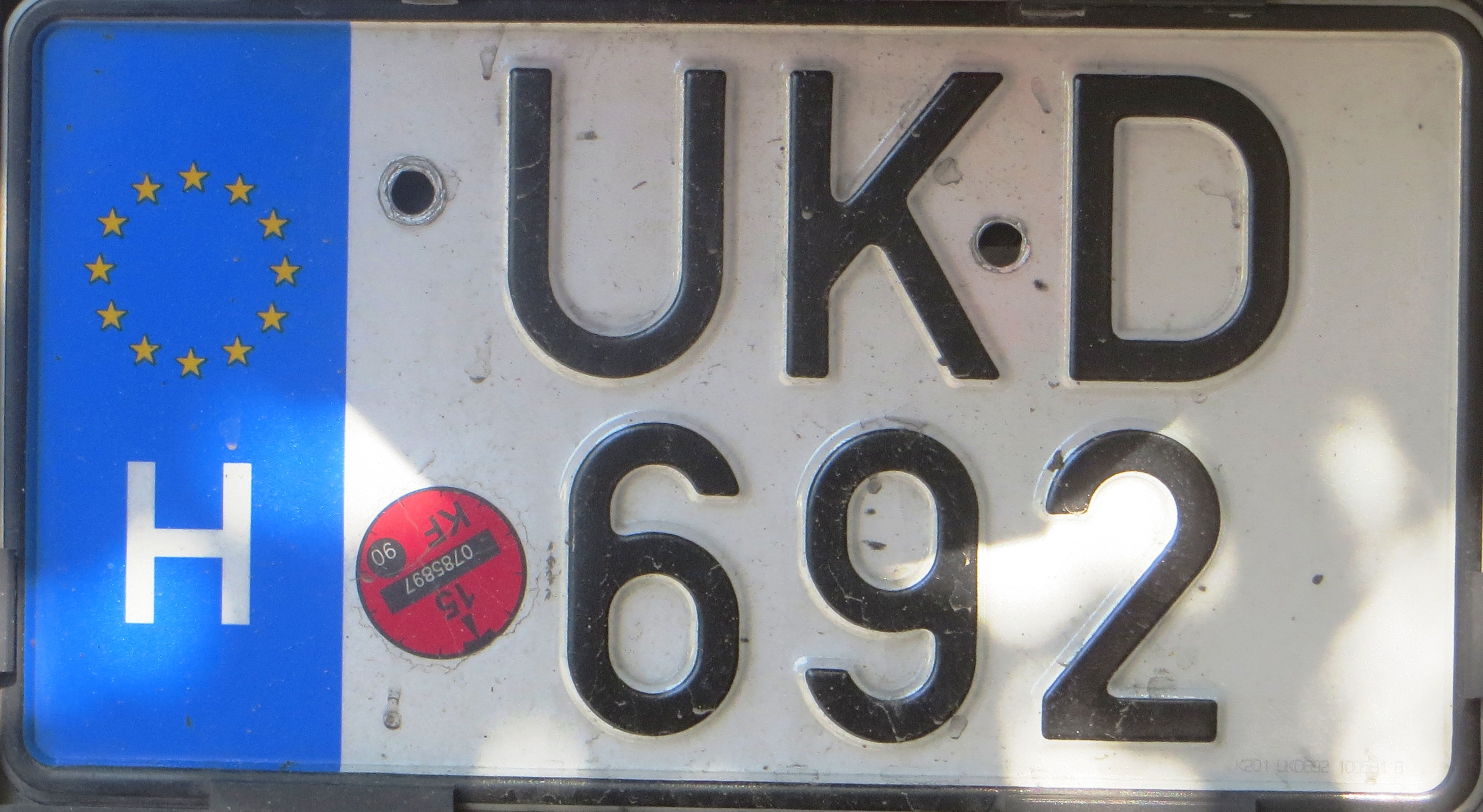
Номерний знак для мотоцикла
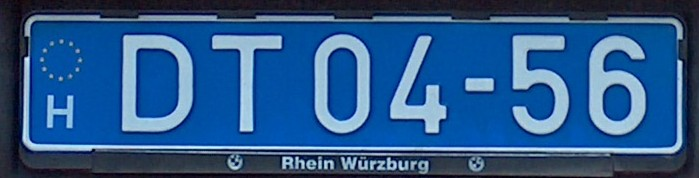
Дипломатичний номерний знак

## Зарезервовані коди

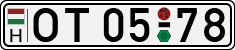
Номерний знак для старих машин

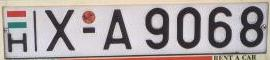
Номерний знак для машин напрокат

- BPO-123 та BPI-123 — автобуси Будапештської транспортної корпорації. Номер знака збігається з номером автобуса, причому «O» означає 0, а «I» означає 1, наприклад, номерний знак BPI-246 має автобус під номером 1246.
- E**-123 — таксі. Найпоширенішими є номери від EAA-001 до EDZ-999.
- F**-123 — вантажівки
- MTV-123 — угорське телебачення
- X**-123 — причепи
- U**-123 — мотоцикли
- Y**-123 — «повільні машини», для яких застосовуються окремі правила. На цих знаках текст написаний червоним на білому тлі
- CK 12-34 — консульські (але не дипломатичні) автомобілі
- DT 12-34 — дипломатичні номери
- HA 12-34 — угорська армія
- MA 12-34 — швидка допомога
- OT 12-34 — старі машини (старіші за 30 років)
- RB 12-34 — поліція
- RR 12-34 — митна та пенітенціарна служби
- M12 3456 — сільськогосподарський транспорт
- C-X 1234 — автомобіль, яким володіє не громадянин Угорщини
- X-A 1234, X-B 1234 та X-C 1234 — машини на прокат. З 2004 не видається

Тимчасові номери:
- E-12345 — тимчасовий номер
- P-12345 — експериментальний автомобіль
- V-12345 — нерозмитнена машина
- Z-12345 — машина для експорту з Угорщини